# پانمونلیس
پانمونلیس (لیتوانیایی: Panemunėlis) شهری کوچک در شهرستان پانه‌وژیس در شمال شرقی لیتوانی است. بر اساس سرشماری سال ۲۰۱۱، جمعیت این شهر ۱۹۲ نفر است.